# 阿尔库-迪鲍利
阿尔库-迪鲍利是葡萄牙布拉加区的一个堂区。总面积4.47平方公里，总人口1808人，人口密度413.7人/平方公里。